# Alabama State Route 53
Die Alabama State Route 53 (kurz AL 53) ist eine in Nord-Süd-Richtung verlaufende State Route im US-Bundesstaat Alabama.
Die State Route beginnt an der Florida State Road 71 zwischen Cottonwood und Malone an der Staatsgrenze zu Florida. Nach 556 Kilometern endet sie westlich von Ardmore an der Interstate 65 und dem U.S. Highway 31. Die Straße teilt sich zwischen den Städten Dothan und Huntsville die Trasse mit dem U.S. Highway 231. Auf diesem Abschnitt wird sie neben dem US 231 aber nicht ausgezeichnet.
In Ardmore verläuft die State Route auf der Grenze zwischen den Bundesstaaten Alabama und Tennessee. Diese Straße wird darum auch als State Line Road bezeichnet. Zwischen Ardmore und der I-65 führt die AL 53 weiterhin für vier Kilometer parallel zur Staatsgrenze.